# Sykéa (ort i Grekland)
Sykéa är en ort i Grekland.   Den ligger i prefekturen Lakonien och regionen Peloponnesos, i den södra delen av landet, 150 km söder om huvudstaden Aten. Sykéa ligger 118 meter över havet och antalet invånare är 1 031.
Terrängen runt Sykéa är kuperad österut, men västerut är den platt.Runt Sykéa är det ganska glesbefolkat, med 23 invånare per kvadratkilometer. Närmaste större samhälle är Monemvasía, 12,9 km sydost om Sykéa. 